# Rosa Smith Eigenmann
Rosa Smith Eigenmann (Monmouth, Illinois, 7 de outubro de 1858 — San Diego, 12 de Janeiro de 1947) foi uma ictiologista dos Estados Unidos da América e a primeira mulher na especialidade.
Era a última de nove irmãos. Embora sua família fosse originária da Califórnia, mudaram-se para Illinois para fundar um jornal, mas Rosa ficou fraca e com a saúde frágil, então retornaram para a Califórnia, indo morar em San Diego.
Interessou-se pela história natural local e associou-se a Sociedade de História Natural de San Diego.
Foi colaboradora do marido, Carl H. Eigenmann, e algumas das 150 espécies de peixes existentes são hoje creditadas a "Eigenmann & Eigenmann".
1. 1 2 3 4  «Rosa Smith Eiganmann: "First Woman Ichthyologist..."». www.sdsc.edu. Consultado em 21 de junho de 2021